# Менезес, Луис Маия
Луис Маия де Биттенкурт Менезес (порт.-браз. Luís Maia de Bittencourt Menezes; 1 апреля 1897, Салвадор — 16 февраля 1954, Рио-де-Жанейро) — бразильский футболист, нападающий.

## Карьера
Луис Менезес всю свою карьеру провёл в клубе «Ботафого», за который выступал 9 сезонов. В составе «Ботафого» Менезес дебютировал в 1913 году, когда клуб занял второе место в чемпионате Рио-де-Жанейро. Через год клуб поделил второе место с «Америкой», а сам Менезес стал вторым снайпером своей команды с 4 мячами, после Марио Фонтенелле, забившего 6 раз. В 1915 году год «Ботафого» вновь занял второе место, а Менезес вошёл в тройку лучших бомбардиров первенства с 11 мячами.
В 1916 году Менезес забил только 3 гола, а «Ботафого» вновь был лишь серебряным призёром чемпионата штата. Через год «Фого» занял только 5-е место, но несмотря на это, Менезес стал лучшим снайпером первенства с 16 голами. В 1918 году Менезес вновь стал лучшим бомбардиром чемпионата Рио-де-Жанейро, забив 21 мяч, а «Ботафого» в очередной раз остался на втором месте. На следующий год результативность Менезеса упала, а «Ботафого» занял в первенстве штата только 3-е место, а год спустя клуб достиг только 4-го положения в турнирной таблице. Свою карьеру Менезес завершил в 1921 году, после занятия «Ботафого» 5-го места в чемпионате Рио. Всего за клуб он провёл 129 матчей и забил 87 голов.
С 1916 по 1919 год Менезес выступал за сборную Бразилии. Он дебютировал в бразильской национальной команде 8 июля 1916 года в матче южноамериканского чемпионата с командой Чили, завершившегося вничью 1:1. Всего за сборную Бразилии Менезес провёл 6 матчей. Свою последнюю игру за национальную сборную он сыграл 11 мая 1919 года с Чили на Чемпионате Южной Америки, выигранном бразильцами.
Завершив карьеру, Менезес стал работать инженером-строителем. Он умер в 1954 году в Рио-де-Жанейро. Бывший футболист был похоронен на кладбище Сан-Жуан-Батиста.

## Международная статистика
| Матчи Луиса Маия Менезеса за сборную Бразилии | Матчи Луиса Маия Менезеса за сборную Бразилии | Матчи Луиса Маия Менезеса за сборную Бразилии | Матчи Луиса Маия Менезеса за сборную Бразилии | Матчи Луиса Маия Менезеса за сборную Бразилии | Матчи Луиса Маия Менезеса за сборную Бразилии | Матчи Луиса Маия Менезеса за сборную Бразилии |
| --------------------------------------------- | --------------------------------------------- | --------------------------------------------- | --------------------------------------------- | --------------------------------------------- | --------------------------------------------- | --------------------------------------------- |
| №                                             | Дата                                          | Место проведения                              | Оппонент                                      | Счёт                                          | Голы                                          | Турнир                                        |
| 1                                             | 8 июля 1916                                   | Буэнос-Айрес                                  | Чили                                          | 1:1                                           | —                                             | Чемпионат Южной Америки                       |
| 2                                             | 10 июля 1916                                  | Буэнос-Айрес                                  | Аргентина                                     | 1:1                                           | —                                             | Чемпионат Южной Америки                       |
| 3                                             | 12 июля 1916                                  | Буэнос-Айрес                                  | Уругвай                                       | 1:2                                           | —                                             | Чемпионат Южной Америки                       |
| 4                                             | 18 июля 1916                                  | Монтевидео                                    | Уругвай                                       | 1:0                                           | —                                             | Товарищеский матч                             |
| 5                                             | 7 января 1917                                 | Рио-де-Жанейро                                | Дублин                                        | 0:0                                           | —                                             | Товарищеский матч                             |
| 6                                             | 11 мая 1919                                   | Рио-де-Жанейро                                | Чили                                          | 6:0                                           | —                                             | Чемпионат Южной Америки                       |

## Достижения

### Командные
- Чемпион Южной Америки: 1919

### Личные
- Лучший бомбардир чемпионата штата Рио-де-Жанейро: 1917 (16 голов), 1918 (21 гол)